# 奥斯卡与露辛达
《奥斯卡与露辛达》（英語：Oscar and Lucinda）是彼得·凯利所写的小说，获1988年布克奖。
小说讲述了一个成为英国国教牧师的普利茅斯弟兄会的康沃尔人之子奥斯卡·霍普金斯和以及一位买下玻璃厂的澳洲富家千金露辛达·莱普拉斯特里尔的故事。

## 改編作品
此小說曾在1997年被改編成同名電影，由茱莉恩·岩士唐（Gillian Armstrong）執導，拉尔夫·费因斯及凯特·布兰切特主演。

## 外部連結
- Oscar and Lucinda 企鵝蘭登出版 （页面存档备份，存于）（英文）
- 《奧斯卡與露辛達》 （页面存档备份，存于）（繁體中文）